# Флаг Питерского района
Флаг Питерского муниципального района Саратовской области Российской Федерации — опознавательно-правовой знак, служащий официальным символом муниципального образования.
Флаг утверждён 25 апреля 2005 года решением районного Совета объединённого муниципального образования Питерского района № 35-4, как флаг объединённого муниципального образования Питерского муниципального района Саратовской области (после муниципальной реформы 2006 года — Питерский муниципальный район Саратовской области), и внесён в Государственный геральдический регистр Российской Федерации с присвоением регистрационного номера 1900.

## Описание
«Флаг объединённого муниципального образования Питерского муниципального района представляет собой красное прямоугольное полотнище с соотношением ширины к длине 2:3, в центре которого расположена жёлтая ветряная мельница из герба муниципального образования Питерского муниципального района».

## Обоснование символики
Флаг составлен на основании герба объединённого муниципального образования Питерского муниципального района Саратовской области по правилам и соответствующим традициям геральдики, и отражает исторические, культурные, социально-экономические, национальные и иные местные традиции Питерского муниципального района.
На флаге объединённого муниципального образования Питерского района изображена деревянная ветряная мельница с четырьмя крыльями. Издавна этот район выделялся большим количеством ветряных мельниц, которые свидетельствовали о развитии мукомольного производства на этой территории.